# Nestelberg
Nestelberg (česky doslovně Hnízdový vrch) je 512 m vysoký vrch na území města Neustadt in Sachsen (místní část Berthelsdorf) v zemském okrese Saské Švýcarsko-Východní Krušné hory v Sasku.

## Charakteristika
Vrch leží v německé části Šluknovské pahorkatiny (Lausitzer Bergland) a její mesogeochoře Severní hornolužická vrchovina (Nördliches Oberlausitzer Bergland). Na severu je Nestelberg spojený s Angstbergem (519 m). Geologické podloží tvoří střednězrnný lužický granodiorit, který na svazích překrývají svahové sutě a hlíny. Převládajícími půdními typy jsou podzolová kambizem až parakambizem, kolem vodních toků jsou pak zastoupeny glej až koluvizem. Západní část kopce je odvodňována do Lohbachu, jenž náleží k povodí Polenze, východní pak do Schwarzbachu, který náleží k povodí Sebnice. Celý vrch tak náleží k povodí Labe a k úmoří Severního moře. Na západním a severovýchodním svahu se nacházejí zatopené lomy. Vrch je součástí lesní oblasti Hohwald a je zalesněný jehličnatým lesem s převahou smrku ztepilého (Picea abies). Leží v chráněné krajinné oblasti Oberlausitzer Bergland.
Přes Nestelberg vede řada turistických stezek a cyklostezka a přes jižní svah rovněž zemská silnice S 154 spojující Neustadt se Steinigtwolmsdorfem. 